# NGC 1586
NGC 1586 (również PGC 15331 lub UGC 3062) – galaktyka spiralna (Sbc), znajdująca się w gwiazdozbiorze Erydanu. Odkrył ją Heinrich Louis d’Arrest 30 grudnia 1861 roku.